# 모리 모토나리 (드라마)
《모리 모토나리》(일본어: 毛利元就 모리 모토나리[*])는 1997년 1월 5일부터 12월 14일까지 방송된 NHK의 36번째 대하드라마이다.

## 작품 내용과 반향
일본 센고쿠 시대 사이고쿠(西國)의 다이묘 모리 모토나리(毛利元就)를 주인공으로 하고 있으며, 모토나리 탄신 500주년을 기념하는 작품으로써 제작되었다.
모토나리의 아내인 미이 부인(美伊の方)의 등장부터 죽음까지는 나가이 미치코(永井路子)의 소설 『산이슬 - 모리 모토나리의 아내 -』(山霧 毛利元就の妻)을, 그 이전과 그 이후는 우치다테 마키코의 오리지널 각본이 중심이 되어 전개된다. 똑같이 나가이 미치코의 동명의 소설을 원작으로 하는 『불놀이』(草燃える, 1979년 방영)가 호조 마사코(北条政子)를 미나모토노 요리토모(源頼朝)와 같은 공동 주역(실질적인 주인공)으로써 다루고 있는 것에 비해 미이 부인은 등장 기간이 그렇게 길지도 않고 거의 모토나리 단독 주인공인 형태로 진행되고 있다.
남겨진 자필 문장이나 편지의 내용을 바탕으로, 모략가의 이미지가 강한 모토나리를 다소 둔하면서도 가정적인 성격의 남성으로 그려냈다. 잇큐(一揆)라는 단어에서 쓰지 잇큐(土一揆)나 잇코잇큐(一向一揆) 등 백성들의 잇큐 밖에 떠올리지 못하던 대부분의 일본인들에게 다소 이해하기 힘든 '고쿠진 잇큐(国人一揆)'를 모토나리가 그 맹주가 된 것으로 연결시키는 장면에서, 고쿠진 잇큐를 '고쿠진 영주 연합'이라는 현대 일본어역을 이용해 역사 지식이 다소 부족한 일반 시청자에 대한 배려를 하기도 했다. 이후 두 차례 일본의 사극 전문채널 지다이게키 젠몬 챠나루(時代劇専門チャンネル)에서 재방송되었다.
캐스팅은 가부키(歌舞伎) 배우인 나카무라 하시노스케(현재 8대 나카무라 지칸中村芝翫) ・ 나카무라 바이자쿠(中村梅雀) ・ 나카무라 시도(中村獅童), 아이돌 모리타 고(森田剛) ・ 마쓰모토 메구미(松本恵), 무대 배우 가미카와 타카야(上川隆也) ・ 사사노 다카시(笹野高史), 다카라즈카(宝塚) 출신인 이치로 마키(一路真輝)、당시에는 신인 배우였던 니시지마 히데토시(西島秀俊), 코미디언 탤런트 케이 토시아키(恵俊彰) 등 다양한 장르의 배우들이 출연하였으며, 소극장 출신 배우들도 다수 출연하였다.
기본적으로 홈드라마 형식이지만, 항상 가정을 소중하게 생각하면서도 정직한 청년에서 노회한 책략가로 변모해 가는 모토나리와 그 모토나리에 깊은 영향을 주는 이즈모의 효웅 아마고 쓰네히사, 초기의 모리 가문이나 하루히사의 대 이후 아마고 가문 내부의 추악한 권력 다툼 등, 어두운 면도 그려내고 있다. 또한 그 때까지는 부드럽거나 요염한 역할 등 진지한 캐릭터가 강했던 여배우 마쓰자카 케이코(松坂慶子)가 이 사극에서 언제나 밝고 들떠 있는 모토나리의 의모 스기 부인(杉の方)을 연기해 냈고, 이후 마츠자카는 드라마나 CM에서 코믹한 역할이 증가하게 되었다.
마지막 회 「잘 살고, 잘 죽다」(よく生き、よく死に)에서는 임종을 앞둔 모토나리의 눈앞에, 이미 사망한 등장 인물들이 모두 나타나(덧붙여 해당 차회에서는 각각의 인물을 연기한 배우진의 오프닝 크레딧에 특수효과가 배치되어 있다), "지금까지의 모토나리의 행적을 보건대 그가 극락으로 가야 할 것인가, 지옥으로 가야 할 것인가"를 규문하는 독특한 내용이 되고 있다(사실 그 자체가 모토나리가 죽어가면서 본 주마등인 것으로 해석되기도 한다). 그리고 최종적으로 모토나리는 그들과 함께 호리타테 나오마사 등이 건조한 배를 타고 사이좋게 하늘로 올라간다고 하는 초현실적인 연출도 등장했다(오프닝 영상과도 링크 하고 있다).
타이틀 제목의 글자는 모리 모토나리 자신이 쓴 자필 편지에서 따온 것이다. 주인공이 된 실존 인물의 편지에서 타이틀 글자를 집자한 것은 이 작품이 유일하다. 또한 그 결과 일본 대하드라마에서는 유일하게 주인공 자신이 스탭 롤에 이름을 올린 작품이기도 하다.
고이즈미 준이치로(小泉純一郎) 전 일본 수상이 연설에서 사용하던 상투적인 문구로 자리잡아 가는 "인생엔 세 개의 언덕이 있다. 오르막과 내리막, 그리고 '설마'다(人生には三つの坂がある。上り坂と下り坂、そして『まさか』だ)"라고 하는 문구는 이 사극의 제41회 '기습 이쓰쿠시마(奇襲厳島)'에서의 모토나리의 대사에서 따온 것으로 알려져 있다. 또한 극중에서 아마고 쓰네히사가 사용하고, 후에 모토나리도 사용하는 "꾀가 많은 자는 이기고, 적은 자는 진다(謀多きは勝ち、少なきは負ける)"는 문구도 모토나리가 자신의 아들들에게 남긴 유훈장에 기록되어 있는 것이다.
일본 대하드라마 각 편이 끝나고 짧게 등장하는 『기행』(紀行) 코너가 『꽃의 반란』(花の乱) 이후 3년만에 부활하였는데, 10월 12일 방송분에서는 오쓰키 역 열차 충돌 사고(大月駅列車衝突事故) 때문에 휴방되었다. 또한 본작에서의 경우 기행 코너가 다음 주 예고 전에 방송되었다(이듬해에 방영된 사극 『도쿠가와 요시노부』 이후부터는 다음주 예고 뒤에 기행 코너를 방송하고 있다).
NHK 드라마에서 본격적으로 CG디지털 기술이 사용되기 시작한 것도 본작에서부터였는데, 군중 시뮬레이션 프로그램을 비롯해 여러 모로 획기적인 시도였다.
평균 시청률은 23.4%、최고 시청률은 28.5였다.

## 줄거리
아키국(安芸国)의 소영주 모리 히로모토(毛利弘元)의 둘째 아들로써 태어난 소주마루(松寿丸, 훗날의 모토나리)는 어려서 어머니 사치 부인(祥の方)을 잃고 쓸쓸한 어린 시절을 보냈다. 한편 아버지 히로모토는 유력 다이묘(大名)인 오우치 요시오키(大内義興)와 아마고 쓰네히사와의 사이에서 고뇌하고 있었고, 나아가 소주마루의 품행이나 줏대 없는 가신들에 마음앓이를 하다 긴 시간 술독에 빠져 산 끝에 사망한다. 아버지의 뒤를 이은 형 오키모토(興元)도 아버지와 같은 고뇌 끝에 똑같이 술독에 빠져 젊은 나이에 사망하고 만다.
그러한 아버지와 형의 외로운 죽음을 계기로, 모토나리는 다시 태어나, 센고쿠 시대의 난세 속에 얼마나 모리 가문을 존속시키느냐에 목숨을 걸게 된다. 그러나 그러한 모토나리에 원래 모리 가문과는 거의 동격인 고쿠진 영주로써 맹약에 의해 가신이 된 것 뿐이었던 가신들의 가차없는 반란이나 책모가 쏟아진다.
그들을 몰아내고 모토나리는 어느덧 아키 국 뿐만 아니라 오우치 · 아마고 양측의 주목을 받는 존재가 되었고, 가족과 가신, 호적수들과의 만남과 이별을 몇 번이나 경험하면서, 서서히 희대의 모장(謨將)으로서 주고쿠(中國) 제일의 다이묘로 불리게 된다.

## 등장인물

### 모리 가문

#### 모리 일문
모리 모토나리(毛利元就)
배역 : 나카무라 하시노스케(中村橋之助)/아역 : 이와노부 유키히로(岩渕幸弘) → 모리타 고
주인공. 아명은 쇼쥬마루(松寿丸). 어려서 양친과 사별한 영향으로 불량한 소년 시절을 보냈으나, 양어머니 스기 부인(杉の方)의 보살핌 아래 공격적인 성격이 가라앉고 성실한 청년으로 성장해 나가며, 고난을 극복하고, 지용겸비의 무장이 되어 간다.
젊은 시절에는 천하에 대한 야망이 있었지만, 나이를 먹을 수록 그러한 야망은 사라져간다. 자주 푸념을 해대서 정실인 미이 부인까지 질려 피해버릴 정도로, 푸념할 때 주로 '이 내가 말이야(わしはな)'라고 서두를 떼는 것이 입버릇. 세상에서도 '꼰대 같은 모토나리'라 야유를 받는다. 아버지와 형을 술 때문에 잃은 탓에 술은 마시지 않고, 술자리에서도 좋아하는 떡을 주위에 권하기도 한다. 어린 시절에 만난 아마고 쓰네히사에게 경외심을 품지만 그를 완전히 믿을 수는 없었고, 잠시 모리 가문이 아마고 가문과 동맹을 맺었을 때는 갖은 수모를 겪었다. 가독을 이어받은 뒤에는 소국의 영주이면서도 대국 아마고와 오우치 사이를 오가며 모리 가문의 세력을 확대해 간다.
미이 부인(美伊の方)
배역 : 토미타 야스코(富田靖子)
모토나리의 정실. 깃카와 구니쓰네(吉川国経)의 딸. 다카모토(隆元) ・ 모토하루(元春) ・ 다카카게(隆景) ・ 可愛의 어머니. 아마고 쓰네히사는 그녀를 유일한 골칫거리로 여긴다. 처음에는 모토나리에게 시집 가는 것에 반발하고, 마지못해 승낙한 뒤에도 첫날밤에 '위해를 가하지 않는다'는 의사 표시로 돌연 모토나리의 앞에서 전라가 된 것에 충격을 받은 모토나리와 거리를 두게 된다. 그러나 모토나리가 자객에게 습격당한 사건을 계기로 동침하게 된다. "이긴 거나 마찬가지(勝ったようなもの)"라는 말이 입버릇. 그녀가 사망할 때까지 모토나리는 측실을 두지 않았다. 그녀의 사후, 그의 핏줄은 모리 · 시시도(宍戸) · 깃카와 가문을 통해 이어져 나간다.
스기 부인(杉の方)
배역 : 마츠자카 케이코(松坂慶子)
모리 히로모토(毛利弘元)의 측실로 들어와 그의 계실이 된다. 모토나리를 양육한 어머니. 처음에는 쇼쥬마루와 사이가 매우 나빴고 서로 「꼬맹이」(小坊主)니 「요물 고양이」(化け猫) 등으로 욕하는 사이였으나, 어쩌다 쇼쥬마루를 간병한 것을 계기로 사이가 개선되어 진짜 부모 같은 사이가 되어 간다.
「여자는 얼굴」이라는 독특한 가치관을 가지고 있어서, 성장한 모토나리에게 「그런 장성한 아들이 있으면서 이렇게나 젊다니」라는 칭찬을 듣는 것을 삶의 낙으로 여긴다. 덕분에 히로모토 사후 미망인이 되어서도 삭발을 하지 않았다.
성격이 밝고 하이텐션으로 「시끄러워」(お黙りっ)가 입버릇. 한 눈에 반한 호리타테 나오마사(堀立直正)와 천축까지 여행할 계획을 세웠지만 그 직전에 급사한다. 죽기 전에도 염불을 외는 등 불심이 두터웠으며, 이 점은 모토나리에게도 계승되었다.
모리 다카모토(毛利隆元)
배역 : 가미카와 다카야(上川隆也)/아역 : 가나자와 타쿠미(金澤匠)
모토나리의 장남(적남)으로 데루모토의 아버지. 어머니는 미이 마님. 아명은 지요쥬마루(千代寿丸). 아버지의 특기인 모략전에는 회의적인 태도를 보이며, 위대한 아버지나 우수한 동생들 사이에서 고뇌한다. 와치 마사하루(和智誠春)의 향응 도중에 아마고측이 보낸 자객에게 암살되어 아버지보다 먼저 타계한다.
깃카와 모토하루(吉川元春)
배역 : 마쓰시게 유타카(松重豊)/아역 : 안도 가즈시(安藤一志)
모토나리의 둘째 아들. 어머니는 미이 부인. 아키의 고쿠진(国人)인 깃카와 씨(吉川氏)의 당주로 '귀신'(鬼)이라 불리던 깃카와의 핏줄과 모토나리의 무용을 짙게 뭍려받은 맹장이다. 작중에서는 아버지 모토나리의 아명과 같은 쇼쥬마루(松寿丸)에서 모리 모토하루(毛利元春), 다시 깃카와 모토하루로 이름이 바뀌어 등장한다.
고바야카와 다카카게(小早川隆景)
배역 : 메구미 도시아키(恵俊彰)/아역 : 도미타 시게오(富田樹央)
모토나리의 셋째 아들. 어머니는 미이 부인. 아명은 도쿠쥬마루(徳寿丸). 아키의 고쿠진인 고바야카와 씨(小早川氏)의 당주. 경박해 보이지만 아버지 모토나리의 지략을 짙게 물려받은 지장이다.
에노(可愛)
배역 : 다카하시 유미코(高橋由美子)/아역 : 이토 아스카(伊藤明日香)
모토나리의 맏딸로 어머니는 미이 부인. 오랫동안 모리 가문의 적이었던 시시도 가문을 회유하기 위해 시시도 다카이에(宍戸隆家)에게 시집간다.
모리 데루모토(毛利輝元)
배역 : 모리타 고(1인 2역)/아역 : 나카무라 아키(中村国生)
모토나리와 미이 부인의 손자로 다카모토의 장남(적남). 어머니는 도시 부인(寿の方). 아명은 고쓰루마루(幸鶴丸).
모토나리의 소년 시절을 연기했던 모리타 고가 분했다. 첫 등장 당시 모토나리로부터 "내 젊었을 때와 쏙 뺐다"며 놀랐다. 모리 가문이 대대로 겐푸쿠를 거행하면서 헨기를 받아오던 오우치 씨가 멸망한 뒤에 당시의 쇼군 아시카가 요시테루(足利義輝)에게서 헨기를 받아 데루모토(輝元)가 되었다. 원래는 보다 격식이 높은 「요시」(義)를 받을 예정이었으나 "오케하자마에서 패배한 이마가와 요시모토와 같은 이름"이라 싫다며 거절한다.
아버지를 일찍 여의고 정신적으로 미숙한 부분이 있어, 갓산도다 성(月山富田城) 전투에서 공을 빼앗아 시나가와 오이노스케(品川狼之介)를 잃었다.
모리 히로모토(毛利弘元)
배역 : 사이고 데루히코(西郷輝彦)
모토나리의 아버지.
친아마고파와 친오우치파로 나뉘어 있던 가신단을 장악하지 못하고 고뇌한 끝에 은거해 적남 오키모토에게 가독을 양위하고 물러나 술에 빠져 살다 급사한다. 쇼쥬마루에게 「세 개의 별」 이야기를 들려준 것이 그의 유언이 되었는데, 쇼쥬마루는 그동안 자신이 경멸해 오던 아버지의 위대함과 고뇌를 깨닫게 된다.
사치 부인(祥の方)
배역: 다케시타 케이코(竹下景子)
히로모토의 정실로 모토나리 ・ 오키모토(興元) ・ 요시히메(芳姫)의 어머니이자 후쿠바라 히로토시(福原広俊)의 딸. 병약한 몸으로 아내로서의 역할을 다하지 못하고, 히로모토가 측실을 자주 찾는 것도 납득하고 쇼쥬마루에게도 이를 가르치나, 그런 어머니의 쓸쓸한 모습을 보고, 쇼쥬마루는 히로모토나 스기 부인을 경멸하게 되었다. 쇼쥬마루의 장래를 염려하면서 병사하는데, 쇼쥬마루에게는 가장 사랑하는 어머니의 죽음이었지만, 너무 어렸기에 어머니의 마지막 모습을 기억하지 못했고, 그것은 그에게 깊은 콤플렉스가 되어 애정에 굶주린 쇼주마루는 불량 소년으로 성장해 버린다.
히로모토에게 은거를 권유한 것도 사치 부인이었으며 그 자리에 동석하려던 스기 부인에게 정실과 측실의 신분 차이를 들어 물러나게 하는 등 정실로써의 위엄을 보이는 장면도 그려져 있었다.
아이오 부인(相合の方)
배역 : 마츠바라 치아키(松原千明)
히로모토의 측실로 모토쓰나(元綱) ・ 마쓰 부인(松の方)의 어머니. 도둑고양이 같은 성격이다.
히로모토가 태어나기 전부터 스기 부인과는 같은 측실끼리 싸웠으나 히로모토 사후에는 은거. 반모토나리파인 가쓰라 히로즈미(桂広澄)가 아이보측의 후견인이 되었을 때 그와 서로 사랑하는 사이가 된다. 모토쓰나가 모반을 일으키자 형제가 서로 싸울 수는 없다며 자신의 목에 칼을 들이대며 온몸으로 막아서는 등 끝까지 반대하고 있었다.
모토쓰나의 무덤 앞에서 만난 모토나리에게 한 마디도 하지 않고, 무덤에 공양할 물을 길어와 줄 것을 부탁해 그가 자리를 비운 사이에 모토쓰나를 따라 자해한다. 이에 모토나리는 자리를 비운 것을 후회하고, 스기 부인도 자신과 안면 있는 사람들이 차례대로 죽어나가는 것에 대해 한탄한다.
모리 오키모토(毛利興元)
배역 : 와타베 아쓰로(渡部篤郎)/아역 : 고토 타쿠야(後藤拓也) → 아시다 쇼타로(芦田昌太郎)
모토나리의 친형으로 히로모토의 장남(적남). 아명은 고치요마루(幸千代丸). 아시카가 요시타네(足利義稙)를 받들어 교토로 상경하는 오우치 요시오키(大内義興)를 따라 몇 년 동안 수도에 머물렀으며 몇 번의 전투에도 참전하였다. 아키로 돌아온 뒤에는 교토에서 일어났던 일들을 되뇌는 폐인이나 다름없는 꼴이 되어 모토나리를 경악하게 한다. 귀국 초에는 교토의 전투를 「지옥」이라 부르며 술에 빠져 살았고, 모토나리를 멀리하는 듯한 언동을 보이지만, 모토나리의 헌신에 눈물을 흘리면서 심정을 토로한다. 그 후, 다카하시 가문의 유키 부인과 연을 맺는다. 이후 아마노(天野) 등 고쿠진 잇큐를 체결해 대항했지만, 아버지와 같이 술독으로 더 젊은 나이에 잠들듯이 세상을 떠난다.
아이오 모토쓰나(相合元綱)
배역 : 니시지마 히데토시(西島秀俊)/아역 : 이세 유우키(伊勢裕樹) → 이시이 스구루(청년시절)
모토나리의 이복 동생으로 히로모토의 셋째 아들(첩실 소생의 서자). 아명은 쓰키요마루(月夜丸).
측실 소생이라 모토나리에 대해 열등감을 품고 있다. 모토나리가 가독을 상속받고 난 뒤 자신의 처지를 견디지 못하고 가쓰라 히로즈미와 함께 모반을 일으켰다. 어머니 아이오 부인과 영결한 뒤 가쓰라군에 합류하기 위해서 행군하던 도중 미리 모반을 탐지하고 도중에 숨어 있던 모토나리의 군세에 급습당하고, 고산타(小三太)에게 베여 비참하게 죽음을 맞이한다.
형제와 가신간의 골육상쟁을 겪은 모토나리의 쓰라린 경험은 훗날 모토나리가 자신의 자식들에게 세 대의 화살 이야기를 들려주게 되는 동인이 되었다.
유키 부인(雪の方)
배역: 이치로 마키(一路真輝)
오키모토의 정실로 고마쓰마루(幸松丸)의 어머니. 그 총명함에 이끌린 모토나리가 다카하시 가에 직접 담판해 오키모토와 혼인하였다.
오키모토의 술독이나 마음의 병을 알고도 시집왔지만 남편의 진의를 헤아릴 수 없어 고민하다가, 스스로 팔에 자해한 오키모토를 보고 마음의 병의 깊이를 알고, 그를 지지해 가게 된다.
오키모토 ・ 고마쓰마루 사후에도 당주가 된 모토나리를 지지하였다. 그러나 친가인 다카하시 가문이 내분에 휩싸이자, 자신은 상관하지 말고 다카하시 가문을 공격하도록 고오리 산성(郡山城)을 뒤로 할 것을 모토나리에게 제안하였다. 사가노(嵯峨野)에 은거하는 것처럼 하던 유키 부인은 모토나리가 다카하시 가문을 쳤을 때 그곳에 있었고, 놀란 모토나리 앞에서 유키 부인은 자결한다.
고마쓰마루(幸松丸)
배역 : 기타오 와타루(北尾亘)/아역 : 다테 리키야(伊達力哉) → 후카가와 유타(深川雄太)
오키모토의 장남으로 태어날 때부터 병약하였다. 가가미 산성(鏡山城) 전투에서 모리 가문이 아마고 가문에게 곧장 합류하지 못하게 제재되어, 어린 나이에도 불구하고 모리 군세의 총대장으로써 나아갈 것을 쓰네히사로부터 명받았다.
전승 뒤의 수급 확인 자리에 입회하는데, 모토나리가 말리는 것도 듣지 않고 참석했다가 그만 수급을 보고 기절해 버렸다. 그 충격으로 귀국 이후에 병사한다. 머리맡에서 유키 부인이 부르는 자장가를 들으면서 조용히 눈을 감았다.
마쓰 부인(松の方)
배역 : 아즈사 마유코(梓真悠子)/아역 : 아즈미 레이나(安積玲奈)
모토나리의 이복 누이동생으로 모토쓰나와는 친남매(첩의 소생이므로 서녀). 요시히메에 비하면 신분이 낮고 깃카와 모토쓰네의 정실로 미이 부인과 의자매가 된다. 깃카와 오키쓰네(吉川興経)의 어머니.
요시히메(芳姫)
배역 : 다지마 호나미(田島穂奈美)
모토나리의 친누나. 은거하던 도시 부인(祥の方)이나 쇼주마루(모토나리)와 함께 다지히사루가케 성(多治比猿掛城)으로 옮긴 히로모토와는 만나지 못했고, 다케다 씨(武田氏)에게 시집가면서 깃타 고오리 산성(吉田郡山城)에 오키모토와 함께 남는다. 요시히메가 젊은 나이에 요절하면서 두 사람은 영원히 만날 수 없게 되었다.
시시도 다카이에(宍戸隆家)
배역 : 가세 타이슈(加勢大周)
모토나리의 사위. 아키 고쿠진 시시도 씨(宍戸氏)의 당주. 훗날 모리 가문의 가신이 되어 깃카와 모토하루 ・ 고바야카와 다카카게와 함께 모리 18장의 한 명으로 꼽힌다. 이쓰쿠시마 전투(厳島の戦い) 때에는 유수(留守)를 맡았다.
구마가이 노부나오(熊谷信直)
배역 : 와타비키 가쓰히로(綿引勝彦)
모토하루의 장인으로 아키의 고쿠진 구마가이 씨의 당주. 모토나리에게는 아버지의 원수였으나 긴잔 성(銀山城)에서 도움을 받고 화해하였다. 딸이 모토하루에 시집간 것을 계기로 모리 가문 가신이 되어 깃카와 오키쓰네(吉川興経) 주살에 공헌하였다. 맹장으로 이름이 높았다.
깃카와 모토스케(吉川元資)
배역 : 시미즈 신(清水伸)/아역 : 니시나 타쿠미(仁科拓海)
모토하루의 장남으로 아명은 가쿠쥬마루(鶴寿丸). 모토나리와 미이 부인의 손자이다.
도시 부인(寿の方)
배역 : 오오츠카 네네(大塚寧々)
나이토 오키모리(内藤興盛)의 딸로 다카모토의 정실이자 데루모토의 어머니. 다카모토의 인질 시대부터 서로 사랑하는 사이였다. 모리 가문 내에서는 보기 드물게 얌전한 성격이나 할 말은 하는 성격.
미미(美々)
배역 : 니시나 후키(仁科扶紀)
모토하루의 정실로 그의 서투른 태도에 비굴한 모습을 보였지만, 모토하루와의 만남으로 바뀌어 간다.
아코 부인(阿古の方)
배역 : 후지요시 쿠미코(藤吉久美子)/아역 : 미후네 미카(三船美佳)
다카카게의 정실로 고바야카와 시게히라(小早川繁平)의 누이동생.
다마히메(玉姫)
배역 : 마츠모토 메구미(松本恵)
데루모토의 정실로 에노와 시시도 다카이에의 딸. 모토나리와 미이 부인의 손녀이다. 청년기의 모토나리와 데루모토 1인 2역을 연기했던 모리타처럼 모토나리의 첫사랑 소녀 나쓰를 연기했던 마츠모토 메구미가 1인 2역으로 맡게 되었다.
다에(妙)
배역 : 미야모토 노부코(宮本信子)
아코 부인의 유모 겸 시녀로 훗날 미이 부인이 사망한 뒤 모토나리의 측실이 되었는데, 상대가 남자라 해도 당당하게 의견을 맞부딪치고, 자신도 그 점을 약점으로 자각하고 있다.
물건을 버릴 수 없는 체질로 치우기가 어렵다. 고령이 되고 나서 모토나리의 부인이 되었기 때문에 모토나리와는 남녀의 관계라기보다는 친구 같은 존재이다. 다른 측실들과 달리 기본적으로 모토나리의 푸념을 들어준다. 모토나리를 잘 지키며, 자식 양육에 힘썼다.
고우(香)
배역 : 아키모토 나오미(秋本奈緒美)
모토나리의 측실로 미요시 다카요시(三吉隆亮)의 누이동생. 영리하고 기가 세다.
사요(さよ)
배역 : 다나카 히로코(田中広子)
모토나리의 측실로 노미 다카오키(乃美隆興)의 딸. 늙어가는 모토나리를 볼 수 없었던 다카카게가 다카오키에게 명해 혼인하게 하였다. 느긋한 성격으로 고우로부터는 바보라고 불리기도 하지만, 모토나리의 푸념을 듣는 것을 싫어한다.

#### 모리 가문의 가신들
가쓰라 히로즈미(桂広澄)
배역 : 구사카리 마사오(草刈正雄)
외교 담당으로 친아마고파. 모리 가문 내의 파벌 싸움에서 모토쓰나의 모반에 가담하였다. 모반이 실패로 끝나고 모토나리의 면전에서 사죄하고 그 자리에서 자해하였다.
이노우에 모토카네(井上元兼)
배역 : 가타오카 쓰루타로(片岡鶴太郎)
경제 담당으로 친오우치파. 모리 18장의 한 명으로 음험한 책략가로써 어린 모토나리를 성에서 내쫓는 악역으로써의 모습도 보이나, 스기 부인에 대해서는 코믹한 일면도 보인다. 한편으로 가족을 생각하는 자상한 면도 있다.
전투에서 많은 일족을 잃었을 때는 감정을 드러내며 보복을 외치기도 했다. 무수한 규율 위반으로 가로(家老)에서 해임되고 최후는 모토나리에게 숙청당해 철포로 자살하였다.
와타나베 스구루(渡辺勝)
배역 : 에노키 다카아키(榎木孝明)
군사 담당으로 친아마고파. 동지인 히로즈미와 자주 몰래 만나서 향후의 일을 의논하기도 하지만 모토나리와는 서로의 재능을 눈여겨보고 있으며, 특히 그 무용은 모토나리에게 있어서는 동경의 대상이다. 모리 가문의 파벌 싸움 와중에 모토쓰나의 모반에 연좌되어 「주군의 명」을 내세운 모토카네에게 죽임을 당한다.
시지 히로요시(志道広良)
배역 : 나카무라 바이쟈쿠(中村梅雀)
모리 가문의 서출 출신. 모토나리의 군사(軍師)로 오키모토의 대부터 섬겼다. 깃카와 구니쓰네와의 교섭을 성사시킨 모토나리의 무장으로써의 기냥에 가능성을 품고 고마쓰마루 사후 쓰네히사의 압력으로 아마고 가문으로부터 당주를 맞아올 것이 예정되었으나 병을 빙자하여 면회를 사절해 둔 사이에 교토로 상경해 칙허를 얻어 모토나리를 옹립한다. 그 뒤 중신들의 필두로써 실력을 행사하게 된다. 모토카네가 숙청된 뒤 물러났다.
후쿠바라 히로토시(福原広俊)
배역 : 사사노 다카시(笹野高史)
모리 일족인 아키 후쿠바라 씨(安芸福原氏) 8대 당주. 사치 부인의 아버지로 모토나리에게는 외할아버지가 된다. 딸과 손자, 증손자가 일찍 사망하자 비관해 출가를 결의하고 모토나리에게 제지되어 마음을 고쳐 먹고 가신에 머무를 것을 결의했지만, 당황해서 상투를 잘라 버리는 바람에 잠시 두건을 쓰고 있었다.
꽤 오래 살았으며 만년에는 다소 판단이 흐려진듯한 모습으로 묘사되었다. 깃타 고오리 산성(吉田郡山城)의 전투에서 승리하고 고오리 산성(郡山城)에서 잠들듯 세상을 떠났다.
아카가와 모토야스(赤川元保)
배역 : 나가시마 토시유키(永島敏行)
가쓰라 히로즈미나 와타나베 스구루를 차례대로 잃고 모토즈미, 나리타다와 함께 거두어졌다. 모리 18장의 한 명으로 모리 가문 대대로 섬겼으며 문무 두루 능한 만능형 무장.
여러 차례의 전투에서 전공을 세웠고 다카모토의 측근으로써 모리 가문 가신의 필두에서 권력의 정점에 이르렀다. 그러나 갓단도다 성 전투에서 회군하던 다카모토가 아마고 가문의 중신 가와조에(河副)의 자객에게 살해되어, 이에 관여했다는 의심을 받고 실각하였다. 고산타(小三太) 등의 진언으로 갓산도다 성이 함락된 뒤에 사면되었으나 그때는 이미 할복한 뒤였다.
유서로 「신흥 세력인 오다 노부나가(織田信長)에 대한 경계를 게을리 말라」며 마지막까지 모리 가문의 장래를 염려하였던 인물이다.
고다마 나리타다(児玉就忠)
배역 : 마스오카 토오루(益岡徹)
문치파. 모리 가문의 서류 출신으로 가쓰라 모토즈미와 함께 가로를 맡았다. 모리 18장의 한 명으로 유능한 행정관리이기는 하지만 군사 업무에는 밝지 못하다.
가쓰라 모토즈미(桂元澄)
배역 : 쓰루미 신고(鶴見辰吾)
히로즈미의 아들로 무단파. 모리 18장의 한 명. 아버지의 적인 모토나리에 대한 복수심을 품었으나 그의 설득에 마음을 돌려 이후 토착 영주 출신인 고다마 나리타다와 함께 모리 가문의 중신이 되었다. 무인 기질이 다분하며 글을 읽지 못한다. 이쓰쿠시마 전투에서 모리 가문의 대승에 큰 역할을 한다.
와타나베 가요우(渡辺通)
배역 : 가쓰무라 마사노부(勝村政信)
스구루의 아들로 스구루가 모토쓰나의 반란에 이노우에 모토카네에게 공격당해 사망했을 때 후지노의 손에 이끌려 빈고(備後)로 달아났었다.
후에 후지노의 도움으로 돌아왔으나, 모토나리를 아버지의 원수라며 증오한다. 그러나 오우치 요시타카(大内義隆)의 아마고 공격에서 물러날 때 퇴각전에서 모토나리를 대신해 자신이 죽음을 맞이하였다.
히라사 나리아리(平佐就有)
배역 : 사토 비사쿠(佐藤B作)
모토하루의 측근. 후지노를 사모하고 있다고 고백해 그를 놀라게 한다.
이노우에 하루타다(井上春忠)
배역 : 나마세 가쓰히사(生瀬勝久)
모토카네의 먼 친척으로 다카카게의 측근. 다카카게가 고바야카와 가문과 결연을 맺을 때 수행하였다.
후쿠바라 사다토시(福原貞俊)
배역 : 이시하마 아키라(石濱朗)
아키 후쿠바라 씨의 11대 당주. 히로토시의 장남으로 모리 가문의 서출 출신이다. 시도와 교대하는 형태로 모리 가문의 필두 중신으로 부임하게 된다. 모리 18장의 한 명.
오오바 카타카네(大庭賢兼)
배역 : 나카지마 히데유키(中島久之)
옛 오우치 가문의 가신. 모토나리로부터 가독을 막 상속받은 다카모토의 요청에 응해 모리 가문을 섬기게 되었다.
구니시 모토스케(国司元相)
배역 : 사카모토 아키라(坂本あきら)
토착 영주 출신으로 다카모토가 인질로 야마구치(山口)에 왔을 때에 수행하였다. 모리 18장의 한 명.
아와야 모토치카(粟屋元親)
배역 : 시오노야 마사유키(塩野谷正幸)
모리 가문 대대로 집안을 섬겨온 가신으로 모리 18장의 한 명.
시나가와 다이젠(品川大膳)
배역 : 하야시 구니지로(林邦史朗)
야마나카 로쿠스케(山中鹿介)에 맞서 스스로 「시나가와 료스케」(品川狼介)라 칭하며 일기토를 요구하였다.
호리타테 나오마사(堀立直正)
배역 : 하라다 요시오(原田芳雄)
상인이자 아카마세키(赤間関)의 대관(代官). 자유롭고 대담한 성격으로 데루모토의 동경의 대상이다. 모토나리를 서포트하며 이쓰쿠시마 전투에서는 미야오 성(宮尾城)의 수비를 맡았다. 만년에 천축으로의 여행을 떠났다.
호리타테의 긴슈(堀立の近習)
배역 : 오카다 마사노리(岡田正典)
스킨헤드가 특징. 나오마사가 물러난 뒤 그의 뒤를 이어 2대 호리타테 나오마사가 되었다.
고산타(小三太)
배역 : 나사 켄지(奈佐健臣)
모토나리의 간자. 모토나리의 목숨을 노리는 자객으로 등장하지만 암살에 실패하고 자결하려다 미이에게 제지당하고 이후 모토나리에게 충성하며 은밀활동에서 활약하였다. 최후는 아마고와의 결전에서 야마나카 유키모리(山中幸盛)에게 공격당하고, 자신의 정보 공작 임무를 완수한 뒤 사망한다.
야마다 히데노리(山田秀則)
배역 : 신지쓰 이치로(真実一路)
모토카네의 부하였으나 세금 징수 책임을 떠맡고 모토카네에게 주살당했다. 그리고 모토카네는 "부하(모토카네)를 의심하는 자는 성주의 그릇이 아니다"라며 쇼주마루를 연금해 버린다.
헤이스케(兵助)
배역 : 랏키 이케다(ラッキィ池田)
이노우에 모토카네의 부하로 척후를 맡았으나 발각되어 전사했다.
데라하타(寺畑)/가자마(風間)
배역 : 마쓰이 노리오(松井範雄, 데라하타 역)/ 나카하라 가즈히로(中原和宏, 가자마)
모토카네의 부하로 상사인 모토카네와 함께 죽음을 맞았다.

#### 시녀
후지노(藤野)
배역 : 가가 마리코(加賀まりこ)
미이 부인의 시녀. 첩보에 능하다. 처음에는 미이 부인의 친정인 깃카와 가문에 가담하고 있었으나 미이 부인 사후에는 모토하루의 혼인교섭에 가담하는 등 모토나리의 참모적인 존재가 된다.
자신의 얼굴에 컴플렉스가 있어서 자신을 볼품 없는 여자라고 비하한다. 와타나베 스구루에게 연심을 품고 있지만 스구루가 모토카네에게 모살됨으로써 그 사랑은 비극으로 끝났다. 그 후 몰래 빈고로 달아난 스구루의 아들 가요우(通)를 모토나리에게 데려온다. 죽기 직전 「아직 할 일이 남아 있습니다」라며 다에에게 권해 모토나리의 측실 사요가 낳은 갓난아이를 안고 다에와 함께 자장가를 부르며 조용히, 그리고 편안하게 생애를 마친다.
그녀의 죽음을 지켜본 다에는 모토나리에게 「후지노 님은 별이 되셨습니다」라고 눈물을 흘리며 고했다.
히사(久)
배역 : 마쓰카네 요네코(松金よね子)
스기 부인의 시녀. 스기 부인이 이노우에 모토카네의 아내가 되기를 바라고 모토카네로부터도 이를 부탁받지만, 스기 부인이 거절한 뒤에 파면되었다. 이후 모토나리의 배려로 스기 부인을 다시 섬길 수 있게 되었으며, 스기 부인이 사망한 뒤에는 후지노와 달리 暇を出され、마지막 모습은 그려지지 않지만 최종화에서 영혼의 모습으로 재등장한다.
기요(きよ)
배역 : 시바타 리에(柴田理恵)
도시 부인의 시녀. 도시 부인에게는 잔소리가 심하다는 혹평을 들으면서도 한편으로는 매우 신뢰받고 있다.
야스(やす)
배역 : 야나기 아스카(柳明日香)
미미(美々)의 시녀. 미미가 다소 박색임을 강조하듯 시녀들 가운데서도 보기 드문 미녀이다.
긴(ぎん)
배역 : 이케다 유키코(池田有希子)
사다(さだ)
배역 : 오코히라 시즈카(尾小平志津香)

### 오우치 가문

#### 오우치 일문
오우치 요시오키(大内義興)
배역 : 호소카와 도시유키(細川俊之)
오우치 가문의 당주. 메이오 정변(明応の政変)으로 실각해 막부에서 추방된 아시카가 요시타네(足利義稙)의 복권에 진력하였다.
놀기만 하는 적남 ・ 요시타카(義隆)의 장래를 염려하고 있다. 후에 요시타카가 개심하고 모토나리가 가담해 세력이 불어난 오우치 가문을 보고 안심하고 아내 아야 부인(綾の方)이나 요시타카와 연회를 열었으나 평소 아끼던 피리를 손에 쥔 채 사망하였다.
영계에서도 요시타카와 함께 자신의 가문을 멸망시킨 모토나리를 꾸짖지만 모리 가문의 여성들에게 일갈을 당하고 모습을 감춘다.
아야 부인(綾の方)
배역 : 히가시 치즈루(東ちづる)
요시오키의 정실로 나이토 히로노리(内藤弘矩)의 딸. 아들 요시타카에게 약하다. 남편 요시오키가 사망한 뒤에는 등장하지 않는다. 출가해 비구니가 되었는지는 불명.
오우치 요시타카(大内義隆)
배역 : 가자마 토루(風間トオル)/아역 : 오오치 야스히토(大地泰仁)
요시오키의 아들、오우치 가문의 당주. 아명은 기도마루(亀童丸). 풍류를 좋아하는 성격으로 전쟁이나 정치를 혐오하며 「다이묘의 가문에 태어나지 말았어야 했다」라며 늘 자신의 신세를 한탄한다. 특히 갓산도다 성 전투에서 패배하고 나서는 천하를 얻겠다는 야심도 정치에는 의욕도 완전히 상실해버렸고 문관인 사가라 다케토(相良武任)를 중용해 유흥에 빠지게 된다.
다카후사 등이 모반을 일으켰을 때 스스로를 「철 지난 반딧불이」라 부르며 최후를 맞이한다.
사다코(貞子)
배역 : 사토 에리(佐藤恵利)
요시타카의 정실、교토 구게(公家) 마데노코지 히데후사(万里小路秀房)의 딸. 무가의 며느리답게 남편 이상으로 교토 진격을 고집하며 요시타카가 대패한 뒤에 이를 계기로 교토로 망명할 것을 발안하는 등 지위가 높고 고집이 센 성격을 보여준다.
옛 시녀이자 요시타카의 측실인 오사이(おさい)에게 요시타카를 빼앗기고 이혼하였으며, 오우치 가문을 저주하면서 저택을 떠났다.
오사이(おさい)
배역 : 가와고에 미카(川越美和)
요시타카의 측실로 기도마루(亀童丸)의 어머니. 사다코의 시녀였으나 요시타카의 총애를 입어 기도마루를 낳고 사다코를 몰아내게 된다.
기도마루(亀童丸)
배역 : 하스이케 다카히토(蓮池貴人)
요시타카와 오사이의 아들. 양친과 헤어지고 가신들에게도 외면당해 도망치다가 추격당해 붙잡히고 전사했다. 기도마루를 옹립하려던 다카후사는 이 소식을 듣고 크게 동요하였다.
오우치 요시나가(大内義長)
배역 : 미이 도모히데(三井智英)
오토모 소린(大友宗麟)의 동생으로 처음 이름은 오토모 하루히데(大友晴英). 스에 하루카타(陶晴賢)에게 맞이되어 오우치 가문을 계승한다.
이쓰쿠시마 전투에서 하루카타를 잃고 모리에게 모반자로 몰려 공격당하고 형 소린에게도 버림받아 자결하였다. 그의 죽음으로 900년이나 이어져 왔다던 오우치 가문은 멸망하고 말았다.

#### 오우치 가문의 가신들
나이토 오키모리(内藤興盛)
배역 : 오노데라 아키라(小野寺昭)
오우치 가문의 중신、모리 다카모토의 장인. 도시 부인의 친아버지로 모리 데루모토에게는 외할아버지가 된다.
스에 오키후사가 죽은 후 「이제 내 세상이다」라며 의기양양해하다가 딸 도시 부인에게 핀잔만 듣는다. 다케토를 혐오해 다카후사와 협력하였으며 요시타카가 사망한 뒤 물러났다.
스에 오키후사(陶興房)
배역 : 나츠야기 이사오(夏八木勲)
오우치 가문의 중신으로 요시오키 사후에도 수완을 발휘하였으나 이니 자신의 죽음이 얼마 남지 않았음을 깨닫고 오우치 가문의 장래를 염려하며, 다카모토를 인질로 삼을 것을 헌책하였다.
문무를 겸비한 명장으로 오우치 가문의 주춧돌 같은 역할을 하였으나, 그가 죽은 뒤 오우치 가문은 멸망의 전조를 보이기 시작한다.
스에 하루카타(陶晴賢)
배역 : 진나이 다카노리(陣内孝則)
오우치 가문의 중신. 오키후사의 아들. 처음 이름은 다카후사(隆房). 모리 가문이 아마고 가문의 습격을 격퇴한 깃타 고오리 산성 전투에서 원군을 몰아 모리 가문을 궁지에서 구하였다.
군신(軍神)이라고까지 경외받던 무용과 천하통일이라는 높은 뜻을 품고 오우치 가문에 충성을 맹세하였으나 사가라 다케토와의 대립과 갓산도다 성 총공격의 실패 이후 천하를 향한 야심도 정치에 대한 의욕도 모두 잃어버린 주군 요시타카를 보며 갈등하던 끝에 모반을 일으켜 그를 몰아내버렸고, 요시타카의 양자 요시나가를 당주로 내세워 오우치 가문의 실권을 장악한다.
하지만 모리 가문과의 결전인 이쓰쿠시마 전투에서 대패하고 지로(次郎)와의 일기토 끝에 장렬한 최후를 맞이한다.
사가라 다케토(相良武任)
배역 : 시라이 아키라(白井晃)
문치파. 요시타카의 측근이 되어 다카후사와 대립하였다. 다카후사가 모반을 일으키자 요시타카를 저버리고 달아난다.
레이제이 다카토요(冷泉隆豊)
배역 : 하루타 준이치(春田純一)
문치파. 다케토와는 달리 끝까지 요시타카를 따랐으며 그의 가이샤쿠(介錯)를 맡게 된다.
오카베 다카카게(岡部隆景)
배역 : 오쿠보 료(大久保了)
문치파. 기도마루를 데리고 달아나던 도중에 전사하였다.
에라 후사히데(江良房栄)
배역 : 다카오카 켄지(高岡健二)
하루카타의 부하였으나 모토나리의 계략으로 스에 하루카타에게 주살되었다.
히로나카 다카카네(弘中隆兼)
배역 : 사가와 미쓰오(佐川満男)
무단파. 이쓰쿠시마 전투에서 하루카타를 도망치게 하기 위해서 모리 다카모토 ・ 깃카와 모토하루(吉川元春)를 막아 싸우다 전사한다.
미야가와 후사나가(宮川房長)
배역 : 오오시마 우사부로(大島宇三郎)
오우치 가문의 가신、무단파. 모토나리의 기습으로 전사하였다.
이카구 후사아키(伊香具房明)
배역 : 주쿠 잇큐(塾一久)
스에 가문의 가신

### 아마고 가문

#### 아마고 일문
아마고 쓰네히사(尼子経久)
배역 : 오가타 켄(緒形拳)
아마고 가문의 당주. 냉혹하고 비정한 성격으로 모토나리가 가장 두려워하면서도 존경했던 인물. 모토나리와는 몇 번이나 만난 적이 있어서 기본적으로는 친근하게 대화하지만 모리 가문이 잠시 아마고 가문에 붙었을 때는 모토나리의 심중을 파악하고 위압적인 태도를 취했다. 이후 자신의 죽음마저도 책략에 써먹으며 오우치 요시타카나 모토나리를 대패로 몰아넣는다.
「마음 좋은 노인으로 죽는 것보다는 피를 뒤집어 쓰고 지옥으로 떨어지는 것이 내 소원이다」라고는 말을 남기며 야심과 모략으로 점철된 인생을 살아왔으나 미이 부인에게는 의리 있는 아저씨로써 온후하게 대하고 아내인 하기 부인(萩の方)에게는 강하게 나오지 못하는 등 모토나리와도 공통된 일면을 보이기도 한다. 쓰네히사와의 교류로 증손자 요시히사(義久)는 죽음을 면할 수 있었다.
아마고 하루히사(尼子晴久)
배역 : 다카시마 마사히로(高嶋政宏)
쓰네히사의 손자로 처음 이름은 아키히사(詮久). 쓰네히사의 명으로 오키쓰네(興経)의 중개로 모토나리와 의형제를 맺는다.
쓰네히사가 물러나고 아마고 가문을 계승해 조정이 눈여겨 볼 정도로 아마고의 판도를 넓혔지만 위대한 할아버지나 산 같이 커 보이는 아버지 구니히사(国久)가 이끄는 진구토(新宮党)의 활약에 내심 열등감을 느끼고 있다.
모토나리의 책략으로 진구토를 숙청하지만, 아버지를 죽인 것에 분노한 악처 미쓰에 의해 독을 먹고 약해진 틈에 교살되었다. 이후 아마고 가문은 일문도 가신단도 사이가 나빠져, 아마고 가문 멸망의 단초가 된다.
아마고 요시히사(尼子義久)
배역 : 나카무라 시도(中村獅童)
하루히사와 미쓰(みつ)의 아들. 하루히사와 미쓰의 거짓 애정 사이에서 자라났다. 아버지 하루히사를 존경하고 아버지를 업신여기는 어머니에게 몇 번이나 대립하였으며, 아버지를 독살한 어머니 미쓰를 증오하게 된다. 증조할아버지 쓰네히사와 같은 기량도 힘도 없었기에 모토나리에게 항복해 수치를 당하고, 출가해 불문에 드는 것으로 죽음을 면했다.
하기 부인(萩の方)
배역 : 다카하타 아쓰코(高畑淳子)
쓰네히사의 정실. 구니히사와 오키히사의 어머니. 깃카와 쓰네모토(吉川経基)의 딸、깃카와 구니쓰네(吉川国経)의 누이동생、미이 부인의 숙모.
장기로 쓰네히사를 이기는 등 현명한 인물이지만 남편이 죽은 뒤 출가해 비구니가 된다. 갓산도다 성에서 쓰네히사의 유품을 일소하며 할아버지의 모습을 배제하려는 하루히사를 보고 성을 떠나 친정인 깃카와 가문으로 돌아간다.
미쓰(みつ)
배역 : 이와사키 히로미(岩崎ひろみ)
하루히사의 정실로 구니히사의 딸. 극도의 엘렉트라 콤플렉스로 아버지 구니히사를 자랑스럽게 생각해서 몇 번이나 구니히사의 편에 서서 하루히사를 깔보며 비난한다. 남편 하루히사와의 부부생활도 좋지 못했고 애정도 식어버린 상태로 가정 내에서는 거의 별거 상태. 남편 하루히사에게 아버지가 주살당하자 앙심을 품고 겉으로는 아무렇지 않은 듯 하면서 하루히사를 속이고 독살을 저지른다. 이 일로 아버지를 공경하던 아들 요시히사와의 관계가 악화되었다.
복수에 성공한 뒤에는 아마고와 모리의 최후의 전투를 냉랭한 시선으로 지켜본다. 모토나리의 책략으로 요시히사가 가와조에 히사노부(河副久信)를 배신자로써 죽이자 「너도 네 아비와 똑같구나」라며 요시히사를 비웃는다(실제 역사에서는 아버지 구니히사보다 먼저 세상을 떠났다).
아마고 구니히사(尼子国久)
배역 : 시미즈 코지(清水紘治)
진구토(新宮党)의 당주. 쓰네히사의 둘째 아들로 하루히사의 장인. 미쓰의 아버지. 아마고군의 정예부대를 통괄하며 무력으로 쓰네히사、하루히사를 지지하고 있으나, 중앙집권을 꾀하는 하루히사에게는 미지배적 영토를 포상으로 받는 등 냉대받는다. 이러한 두 사람의 악화된 관계를 모토나리에게 찰지당해, 그의 모략으로 모반의 혐의를 받고 하루히사에게 주살당하고 만다.
엔야 오키히사(塩冶興久)
배역 : 스즈키 큐타로(鈴木九太郎)
쓰네히사의 셋째 아들. 아버지에게 반항하다 내몰려 자해하였다.

#### 아마고 가문의 가신
가메이 히데쓰나(亀井秀綱)
배역 : 가와하라 사부(河原さぶ)
쓰네히사의 무단파 측근. 쓰네히사를 얕보는 하루히사를 향해 자주 간언하였으나 끝내 그가 듣지 않자 물러난다.
우야마 히사카네(宇山久兼)
배역 : 이소베 쓰토무(磯部勉)
쓰네히사의 군사(軍師) 측근. 쓰네히사의 명으로 깃타 고오리 산성 전투에 동행해 재삼 공격을 진언하지만 받아들여지지 못하고 패배하였다. 퇴각전에서 전사했다.
드라마에서는 아마고 히사유키(尼子久幸) 역할을 우야마가 대행했는데, 실제 역사에서의 우야마는 요시히사 손에 죽었다.
가와조에 히사노부(河副久信)
배역 : 우에스기 쇼조(上杉祥三)
하루히사、요시히사의 측근으로 모략에 뛰어나며 다카모토 암살에 성공하지만, 다카모토의 죽음으로 모토나리에게 의심을 산 아카가와 모토야스(赤川元保)를 끌어내려던 작전이 실패하고 거꾸로 모토나리의 책략에 휘말려 요시히사에게 암살당한다.
다치하라 유키타카(立原幸隆)
배역 : 가도타 슌(門田俊)
하루히사의 측근.
야마나카 시카노스케(山中鹿介)
배역 : 야마다 준다이(山田純大)
공을 세우려던 데루모토가 거느린 이시미(石見)의 고쿠진들과 대결하고 시나가와 다이젠을 쳐서 죽이는 등 앞으로 한 발짝까지 끝까지 몰아붙이지 못하자 보름달을 향해 「바라옵건대 저에게 칠난팔고(七難八苦)를 주옵소서」라 절규했다.
혼죠 쓰네미쓰(本城常光)
배역 : 다케오카 준이치(武岡淳一)
아마고 가문의 가신.
나카이 쓰나이에(中井綱家)
배역 : 가시와 스스무(柏進)
아마고 가문의 가신
요쥬로(与十郎)
배역 : 나카다이 켄(中大健)
아마고 가문의 가신

### 아키의 고쿠진들

#### 깃카와 가문
깃카와 구니쓰네(吉川国経)
배역 : 구사나기 고지로(草薙幸二郎)
깃카와 씨의 당주. 미이 부인과 모토쓰네의 아버지. 오키쓰네의 할아버지. '귀신 같은 깃카와(鬼吉川)'라는 이명을 가진 강자로 모토나리의 열의에 질려 아리타 성에 대한 공조를 승낙한다.
깃카와 모토쓰네(吉川元経)
배역 : 단칸(ダンカン)
구니쓰네의 아들、미이 부인의 오빠.
깃카와 오키쓰네(吉川興経)
배역 : 교모토 마사키(京本政樹)/아역 : 미쓰하시 요스케(三觜要介)
모토쓰네의 아들、구니쓰네의 손자로 모토하루의 양아버지. 아명은 센보시(千法師). 「인생은 스고로쿠(双六) 같은 것」이라는 신조를 갖고 있다.
갓산도다 성에서 모토나리를 궁지로 몰아넣지만 잦은 배신 행위 등으로 안팎으로 신용을 잃었고, 모토나리에게 깃카와 가문을 빼앗기고 모토야스의 손에 죽는다.
생모는 모토나리의 이복 누이동생으로 모토나리와 미이 부인에게는 조카뻘이기도 하다.
센보시(千法師)
배역 : 히라노 잇신(平野一真)
오키쓰네의 아들. 아버지와 운명을 함께 하였다.
깃카와 쓰네요(吉川経世)
배역 : 오오모리 히로시(大森博)
구니쓰네의 아들로 미이 부인이나 모토쓰네의 동생. 후지노는 그를 소심한 자라고 부른다. 신참내기인 우에몬노죠를 중용하려는 오키쓰네에게 불만을 품고 모토하루의 가독 상속에 힘을 보탠다.
오오시오 우에몬노죠(大塩右衛門尉)
배역 : 에도 야마구치(エド山口)
깃카와 씨의 가신. 오키쓰네의 신뢰가 두텁지만 쓰네요 등과는 대립하고 있다. 최후는 부정이 폭로당한 쓰네요에게 죽임을 당했다.
모리와키 스케아리(森脇祐有)
배역 : 가게야마 타이(蔭山泰)
깃카와 씨의 가신. 쓰네요와 행동을 함께 한다.

#### 고바야카와 가문(小早川家)
고바야카와 시게히라(小早川繁平)
배역 : 다카하시 죠(高橋譲)
누마타 고바야카와 본가의 당주로 아고 부인의 오빠. 병약한 몸에 앞을 보지 못한다. 모토나리의 셋째 아들 다카카게가 고바야카와 가문을 잇는다. 그 뒤 출가해 가게카쓰와 함께 여행을 떠났다.
무쿠나시 가게카쓰(椋梨景勝)
배역 : 후나키 가즈오(舟木一夫)
누마타 고바야카와 씨 가신. 다에(妙)는 가게카쓰의 동생의 아내인 기리(義理)의 누이동생. 당주 시게히라들에게 절대적인 충성을 맹세하고 있다. 고바야카와 가문의 장래를 염려해 다카카게를 옹립하였으며, 이에 저항하는 젠케이(全慶)를 쳐서 죽였다.
다사카 젠케이(田坂全慶)/ 도쿠라 아키히라(土倉秋平)
배역 : 이시야마 유다이(石山雄大, 다사카 역)/ 요네야마 미치후미(米山望文, 도쿠라 역)
누마타 고바야카와 씨 가신. 다카카게 옹립에 반대하였으나 결국 가게카쓰에게 잡혀 죽는다.
노미 다카오키(乃美隆興)
배역 : 하타케야마 도이치로(畑山東一郎)
고바야카와 씨 가신. 노미 가문은 모토나리의 측실 사요의 친정이기도 하다.
아리타 가가노카미(有田加賀守) / 미나미 칸베노죠(南菅兵衛尉)
배역 : 단지 다이고(丹治大吾, 아리타 역) / 나구모 유스케(南雲勇助, 미나미 역)
고바야카와 씨의 가신.

### 그 외의 고쿠진들
시시도 모토요시(宍戸元源)
배역 : 이시다 타로(石田太郎)
다카이에의 할아버지、시시도 씨의 당주. 오랜 기간에 걸쳐 모리 가문과 다투었으나 모토나리의 무장으로써의 기량을 보고 자신의 딸과 다카이에와의 혼인을 승낙한다.
구마가이 모토나오(熊谷元直)
배역 : 이시다 도세이(石田登星)
구마가이 씨 당주、구마가이 모토나오의 아버지 모토시게(元繁)의 선봉으로 돌격하다 모토나리의 군세에 전사하였다.
고이 소즈이(己斐宗瑞)
배역 : 무라타 타쿠미(村田巧)
아키 고쿠진.
가가와 유키카게(香川行景)
배역 : 다와라 하지메(俵一)
모토나오를 잃고 흥분한 모토시게를 진정시키려 했지만 실패했다.
구라타 후사노부(蔵田房信)
배역 : 오오타카 아키라(大鷹明良)
친오우치파인 구라타 씨의 당주로 가가미 산성(鏡山城)의 수장(守将). 나오노부의 배신으로 자해한다.
구라타 나오노부(蔵田直信)
배역 : 누마타 바쿠(沼田爆)
후사노부의 숙부로 욕심이 많은 성격. 모토나리의 조략으로 후사노부를 배신하고 아마고에게 붙었지만, 마지막 순간에 이르러 배신한 점을 불쾌하게 생각한 쓰네히사에게 죽임을 당한다.
때문에 모토나리는 체면을 잃었을 뿐 아니라 「오우치와 내통하고 있었다」며 쓰네히사에게 힐문당하고, 나아가서는 「죽일 가치도 없는 나오노부보다 못한 놈」이라는 모욕을 듣게 된다.
유아사 노부유키(湯浅信行)
배역 : 미카미 나오야(三上直也)
구라타 나오노부의 가신. 모토나리의 의뢰로 나오노부와의 만남을 주선하였다.
다카하시 히사미쓰(高橋久光)
배역 : 호리 가쓰노스케(堀勝之祐)
다카하시 씨 당주、유키 부인의 아버지. 빈고 국(備後国)에서 미요시 씨(三吉氏)에게 전사하였다.
다카하시 오키미쓰(高橋興光)
배역 : 와쥬 이사오(鷲生功)
다카하시 씨 당주. 히사미쓰(久光)의 손자로 유키 부인의 조카. 모리미쓰를 주살하고 당주의 자리를 차지하지만 모토나리의 성을 칠 때 전사한다.
다카하시 모리미쓰(高橋盛光)
배역 : 스와베 히토시(諏訪部仁)
모토미쓰의 종형제. 히사미쓰의 손자로 유키 부인의 조카. 다카하시 가문의 가독 상속 다툼에서 오키미쓰에게 패했다.
아마노 오키쓰구(天野興次)
배역 : 오카모토 노부토(岡本信人)
아키 고쿠진.
아마노 오키사다(天野興定)
배역 : 야마모토 미쓰루(山本密)
오키쓰구의 아들. 다른 아키 고쿠진들과 함께 깃타 고오리 산성 전투에서 모토나리를 도왔다.
다케다 모토시게(武田元繁)
배역 : 시시도 카이(宍戸開)
옛 슈고(守護) 가문으로 아키 다케다 가문의 당주. 아리타 나카이테(有田中井手) 전투에서 전력적으로 우위가 뒤집힌 끝에 모토나리에게 모욕을 당하고 돌진하다 모토나리에게 죽었다.
후쿠시마 노부유키(福島信之)
배역 : 고바야시 카츠야(小林勝也)
모토시게의 가신
오오시마 사콘노죠(大島左近允)
배역 : 와타나베 테쓰(渡辺哲)
모토시게의 가신
시나다 고즈케노스케(品田上野介)
배역 : 호타루 유키지로(螢雪次朗)
모토시게의 가신
와치 마사하루(和智誠春)
배역 : 센다 미쓰오(せんだ光雄)
빈고(備後)의 고쿠진인 와치 씨의 당주. 그가 다카모토를 향응하는 자리에서 다카모토의 암살이 벌어졌다.

### 무라카미 수군(村上水軍)
노다 지로(野田次郎)
배역 : 마토바 코지(的場浩司)/아역 : 야마자키 유타(山崎裕太)
예전 모리 가문의 가신으로 모토나리의 어릴 적 친구로, 과거 지로의 아버지는 모토나리의 아버지인 히로모토를 섬겼으나 어린 모토나리의 경솔한 행동으로 노다 가문이 무너졌기에 모토나리에게 반감을 품었으며, 무라카미 수군의 수장이 되어 가메(加芽)에게 모토나리를 두고 「잰체 하는 자식」이라고 비난하지만, 그 실력은 인정하고 있다. 지로가 사망했을 때 모토나리는 크게 슬퍼했다.
가메(加芽)
배역 : 하즈키 리오나(葉月里緒菜)
무라카미 토라요시(村上虎吉)의 딸. 가메의 아름다움에 끌린 모토나리와의 혼담이 끝내 좌절되고, 이쓰쿠시마 전투 직전에 전사했다.
무라카미 토라요시(村上虎吉)
배역 : 후지와라 요시아키(藤原喜明)
무라카미 수군의 통령.

### 기타
아시카가 요시타네(足利義稙)
배역 : 다구치 토모로(田口トモロヲ)
무로마치 막부 제10대 쇼군(将軍). 요시오키에게 구원을 의뢰하였다.
호소카와 다카요시(細川隆是)
배역 : 히사토미 고레하루(久富惟晴)
아시카가 씨(足利氏)의 가신
한슈(榮秀)
배역 : 오타키 히데지(大滝秀治)
승려. 모토나리에게 정토종(浄土宗)을 설법한다.
이세쓰(異雪)
배역 : 야나기야 칸(柳谷寛)
승려.
나쓰(なつ)
배역 : 마쓰모토 메구미(1인 2역)
모토나리의 첫사랑 소녀.
다미(多美)
배역 : 히라노 케이코(平野啓子)
쓰구미쓰(維光)
배역 : 사이토 사토루(斎藤暁)
기무라(木村)
배역 : 코히나타 후미요(小日向文世)
기하라(木原)
배역 : 코네리 쇼(こねり翔)
시시도 가문의 가신.